# Igor Manojlović
Igor Manojlović (serbisch Игор Манојловић) (* 30. März 1977 in Belgrad) ist ein serbischer Fußballspieler und -trainer.

## Karriere
Manojlović begann seine Karriere bei FK Radnički Novi Belgrad in Serbien. Sein nächster Verein war FK Obilic Belgrad. Über die Erstligavereine FK Obilić, Radnički Niš und FK Milicionar kam der Stürmer 2002 zu Radnički Obrenovac. Im Jänner 2005 wechselte er das erste Mal aus dem slawischen Sprachraum und ging zum FC Vaduz nach Liechtenstein. Sein nächster Verein war Anfang der Saison 2005/2006 Chur 97 in der Schweiz. 2006 spielte Manojlović beim SC Schwanenstadt in Österreich. In der Saison 2007/2008 wechselte er zur SV Feldkirchen und seit Anfang 2008 spielt er beim österreichischen Regionalligisten SC Bregenz.
Manojlović spielte acht Mal in der serbisch-montenegrinischen Nationalmannschaft.